# Antero dos Reis Dutra
Antero dos Reis Dutra (Desterro, 6 de janeiro de 1835 – Florianópolis, 7 de abril de 1911) foi um poeta brasileiro.

## Biografia
Filho de Marcelino Antônio Dutra e nasceu no distrito de Ribeirão da Ilha na então cidade de Desterro(antigo nome de Florianópolis).

## Obras
- Brinquedos de cupido (1898)
- Miscellanea

## Reconhecimento na cultura
É patrono da cadeira 2 da Academia Catarinense de Letras.